# Kevin Hernández
Kevin Vance Hernández Kirkconnell (ur. 21 grudnia 1985 w Guanaji) – honduraski piłkarz występujący na pozycji bramkarza, obecnie zawodnik Realu España.

## Kariera klubowa
Hernández rozpoczynał swoją karierę piłkarską w klubie CD Victoria z siedzibą w mieście La Ceiba. Do pierwszej drużyny został włączony jako dwudziestolatek i niedługo po debiucie w Liga Nacional de Fútbol de Honduras został podstawowym golkiperem swojego zespołu. W wiosennym sezonie Clausura 2006 wywalczył z Victorią tytuł wicemistrza kraju, w tym samym roku zajął czwarte miejsce w rozgrywkach Copa Interclubes UNCAF, a ogółem barwy tej ekipy reprezentował przez trzy lata. W lipcu 2008 przeszedł do urugwajskiego klubu Club Atlético Bella Vista z siedzibą w stołecznym Montevideo. Tam występował przez rok, jednak przez ten czas nie zdołał wystąpić w żadnym ligowym spotkaniu i pozostawał rezerwowym dla doświadczonego Claudio Floresa, a ponadto na koniec sezonu 2008/2009 spadł z Bella Vistą do drugiej ligi urugwajskiej.
Latem 2009 Hernández powrócił do ojczyzny, podpisując umowę z zespołem Real España z miasta San Pedro Sula. W jesiennym sezonie Apertura 2010 zdobył z nim swoje premierowe mistrzostwo Hondurasu, jednak nie miał pewnego miejsca w wyjściowej jedenastce drużyny prowadzonej przez argentyńskiego szkoleniowca Mario Zanabrię, rywalizując o miejsce w składzie z urugwajskim golkiperem Marcelo Macíasem. Rok później, podczas rozgrywek Apertura 2011, zanotował natomiast kolejny tytuł wicemistrza kraju, tym razem będąc już podstawowym bramkarzem Realu España.

## Kariera reprezentacyjna
W 2012 roku Hernández został powołany do reprezentacji Hondurasu U-23 na eliminacje do Igrzysk Olimpijskich w Pekinie, gdzie pełnił rolę podstawowego golkipera, rozgrywając wszystkie siedem spotkań. Jego drużyna triumfowała ostatecznie w kwalifikacyjnym turnieju, awansując na olimpiadę, a on sam został wybrany najlepszym bramkarzem tych eliminacji. Po upływie kilku miesięcy znalazł się w ogłoszonym przez trenera Gilberto Yearwooda składzie na Igrzyska Olimpijskie w Pekinie, na których wystąpił w dwóch z trzech meczów, a Honduranie zanotowali wówczas komplet porażek, odpadając z męskiego turnieju piłkarskiego już w fazie grupowej.
W seniorskiej reprezentacji Hondurasu Hernández zadebiutował za kadencji kolumbijskiego selekcjonera Reinaldo Ruedy, 23 maja 2008 w wygranym 2:0 meczu towarzyskim z Belize. W 2013 roku został powołany na turniej Copa Centroamericana, gdzie jednak ani razu nie pojawił się na boisku, pozostając rezerwowym dla Donisa Escobera, a jego drużyna zajęła ostatecznie drugie miejsce w rozgrywkach. Kilka miesięcy później znalazł się w ogłoszonym przez trenera Luisa Fernando Suáreza składzie na Złoty Puchar CONCACAF. Tam rozegrał tylko jedno spotkanie, ponownie pełniąc rolę alternatywy dla Escobera, zaś Honduranie zakończyli swój udział w rozgrywkach na półfinale.